# Angeliera ischiensis
Angeliera ischiensis là một loài chân đều trong họ Microparasellidae. Loài này được Schulz miêu tả khoa học năm 1954.